# Litteraturåret 1854

## Priser och utmärkelser
- Kungliga priset – Anders Uppström

## Nya böcker
- Pojkåren av Lev Tolstoj
- Waldemarsborgs fideicommiss av Onkel Adam

## Födda
- 2 februari – August Bondeson (död 1906), svensk folklivsskildrare.
- 10 mars – Johan Turi (död 1936), den förste samiske författaren.
- 14 mars – Alexandru Macedonski (död 1920), rumänsk författare.
- 19 april – Laura Mohr (död 1928), tyskspråkig essäist och novellist från Lettland.
- 13 juni – Max Vogler (död 1889), tysk författare.
- 2 september – Hans Jæger (död 1910), norsk författare och "bohem".
- 7 oktober – Jakob Bonggren (död 1940), svensk-amerikansk publicist och författare.
- 11 oktober – Adela Zamudio (död 1928), boliviansk författare och dramatiker.
- 16 oktober – Oscar Wilde (död 1900), irländsk-brittisk författare.
- 20 oktober – Arthur Rimbaud (död 1891), fransk poet.
- 7 november – Erland Lagerlöf (död 1913), svensk författare och översättare.

## Avlidna
- 16 april – Julia Nyberg (född 1785), svensk sångtextförfattare (Vårvindar friska).
- 7 oktober – Axel Magnus Fahlcrantz (född 1780), svensk bildhuggare och skriftställare.
- 28 oktober – Heinrich Friedrich Otto Abel (född 1824), tysk historiker.
- 3 december – Johann Peter Eckermann (född 1792), Goethes biograf.